# Silvanoprus indicus
Silvanoprus indicus es una especie de coleóptero de la familia Silvanidae.

## Distribución geográfica
Habita en India y Bután.